# 杨华中
杨华中，清华大学电子工程系教授，2011年度教育部长江学者特聘教授，主要从事微系统芯片的综合与验证、模拟及混合信号系统设计等领域的研究工作。
杨华中先后于1989年、1993年和1998年获得清华大学学士、硕士和博士学位，还曾在2016年获得中国公路交通学会科学技术一等奖。